# Rolande Birgy
Pour les articles homonymes, voir Béret bleu et Birgy.
Rolande Birgy, née le 12 avril 1913 à Paris et morte le 21 avril 2002 à l'hôpital Villemin à Labruyère (Oise), est une résistante française surnommée « Béret bleu » et, plus tard, une militante anti-avortement. Pour avoir sauvé des Juifs, elle est déclarée Juste parmi les nations.

## Biographie

### Résistance
Membre de la Jeunesse ouvrière chrétienne vers 1928, membre de la CFTC à partir de 1929, du Sillon dans les années 1930, elle démissionne de son travail dans une usine d'aviation en 1940, lorsque son employeur commence à travailler pour les Allemands. La même année, elle quitte Paris pour rejoindre Marseille (Bouches-du-Rhône), où elle est engagée en tant que standardiste dans une société d'assurance maritime et collabore à la rédaction d'un journal clandestin.
Sollicitée pour cacher des enfants juifs, elle se met à la disposition de l'Œuvre de secours aux enfants (OSE). Ayant rencontré son responsable Adrien Benveniste, elle fait partie du mouvement de scoutisme des Éclaireurs israélites de France (EIF), fondateur d'un réseau spécialisé pour faire franchir la frontière aux enfants juifs. Elle s'engage auprès de la filière de Douvaine (Haute-Savoie) pilotée par l'abbé Rosay[réf. incomplète]. Elle travaille aussi avec le Mouvement de la jeunesse sioniste (MJS) d'Annemasse (Haute-Savoie). 
Arrêtée par les gendarmes français en 1942 pour le motif d'avoir fait passer des Juifs en Suisse, Rolande Birgy est libérée un mois plus tard et reprend aussitôt une activité clandestine. Engagée par le résistant Georges Garel, elle envoie des enfants jusqu'à Annemasse, où elle les confie à Georges Loinger, assurant également leur suivi,,.
Pour ces actions, la médaille de « Juste parmi les nations » (Yad Vashem) lui est décernée en 1983,, ainsi que la Croix du combattant volontaire de la Résistance. 
Elle adhère au Mouvement républicain populaire (MRP) en 1945 et plus tard au Front national (FN).

### Engagement contre l'avortement
Devenue membre de l'association SOS tout-petits, elle comparaît le 9 décembre 1997 aux côtés de Ludovic Eymerie et du docteur Xavier Dor, devant la sixième chambre du tribunal de Versailles, pour un délit d’entrave à l’interruption volontaire de grossesse (IVG), survenu le 7 juin de la même année devant le centre hospitalier du Chesnay (Yvelines). Elle ne sera pas condamnée en raison de son grand âge. Lors des audiences, elle a coutume de déclarer aux magistrats : « J'ai sauvé des enfants juifs, maintenant j'essaie d'en sauver d'autres… ».
Militante du Front national, alors qu'elle apporte la contradiction lors d'un meeting « antifasciste » qui se déroule à la mairie du 3e arrondissement, et qu’elle est chahutée par des militants « antifascistes »[pas clair], elle présente son diplôme de Yad Vashem : le président du meeting, Pierre Aidenbaum, maire socialiste de l’arrondissement et ancien président de la LICRA, s'incline cérémonieusement devant elle et préfère clore la réunion[réf. nécessaire].

### Fin de vie
Elle meurt le 21 avril 2002, en allant voter. Ce même jour, le candidat frontiste Jean-Marie Le Pen accède au second tour de l'élection présidentielle et, le soir, il déclare : « Comme il n'y a pas de joie parfaite, je veux saluer aussi la mémoire de Rolande Birgy, que vous connaissez tous sous le nom de « Béret bleu », grande résistante, patriote, qui avait reçu le titre de Juste après la Seconde Guerre mondiale et qui s'est éteinte ce matin, au moment où elle allait quitter l'hôpital pour voter »,. 
Ses obsèques ont lieu a l'église Saint-Nicolas-du-Chardonnet à Paris.

## Distinctions
- Croix du combattant volontaire de la Résistance
- Médaille de « Juste parmi les nations » (Yad Vashem)